# Der Mönchspriester Iliodor

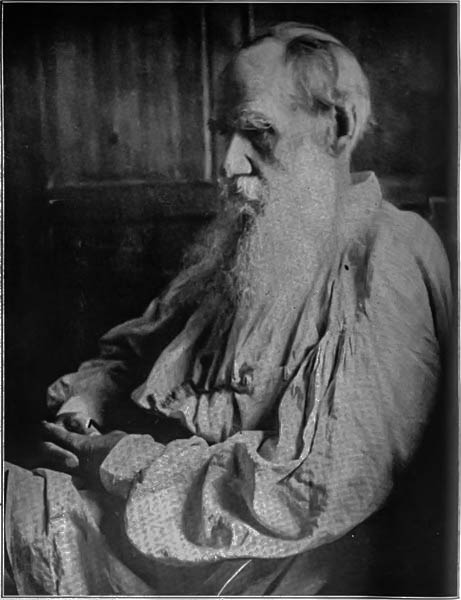
Lew Tolstoi im Jahr 1908

Der Mönchspriester Iliodor (russisch Иеромонах Илиодор, Ijeromonach Iliodor) ist eine Kurzgeschichte von Lew Tolstoi, deren Niederschrift Anfang 1909 begonnen wurde. Das Fragment wurde postum 1912 im Bd. 3 der Nachgelassenen Werke Tolstois in Moskau publiziert.

## Inhalt
Der ehemalige Oberst der Garde Fürst Iwan Twerskoi hat die Mönchsweihe und drei Jahre Waldeinsamkeit als Klausner Mönch Iliodor hinter sich. Die mehrjährige Zwiesprache mit Gott brachte mit der Zeit ein neues Gefühl der Freiheit. Doch schließlich musste Iliodor dem Klostervorsteher gestehen, wie sich in die Hochstimmung Verzagtheit, Schwäche, ja sogar Depression mischten. Der Klostervorsteher weiß Rat. Iliodor verlässt auf Geheiß seines Vorgesetzten den Wald und hält in der Kirche allwöchentlich einen Gottesdienst ab. Es kommen weitere seelsorgerische Aufgaben hinzu. Gespräche mit Kirchenbesuchern, die zur Beichte gekommen sind, schmeicheln Iliodors Eitelkeit. Er verliert die Selbstachtung, weil auch alle Handlungen vor dem Altar, selbst die Verabreichung des Heiligen Abendmahls, mit Gedanken an den eigenen weltlichen Ruhm durchmischt sind.
Der Mönchspriester Iliodor resigniert, notiert am 15. September 1902 in sein Tagebuch, den Gott, den er vier Jahre gesucht hat, gibt es nicht.

## Verwendete Ausgabe
- Der Mönchspriester Iliodor. Aus dem Russischen übersetzt von Hermann Asemissen. S. 373–377 in: Eberhard Dieckmann (Hrsg.): Lew Tolstoi. Hadschi Murat. Späte Erzählungen. Bd. 13 von Eberhard Dieckmann (Hrsg.), Gerhard Dudek (Hrsg.): Lew Tolstoi. Gesammelte Werke in zwanzig Bänden. Rütten & Loening, Berlin 1986